# Fußball-Verbandsliga Südwest (Frauen)
Die Verbandsliga Südwest ist die höchste Spielklasse auf dem Gebiet des Südwestdeutschen Fußballverbandes. Seit Einführung der 2. Frauen-Bundesliga zur Saison 2004/05 stellt die Verbandsliga Südwest die vierthöchste Spielklasse im deutschen Ligensystem der Frauen dar.
Die Liga umfasst in der Regel 14 Mannschaften, die jeweils in einem Heim- und Auswärtsspiel – aufgeteilt auf eine Hin- und Rückrunde – gegeneinander spielen. Der Meister steigt in die Regionalliga Südwest auf; drei Mannschaften steigen in die Landesliga ab.

## Teams der Saison 2024/25
In der vergangenen Saison nahmen folgende Mannschaften teil:
- DSG Breitenthal
- SV 1912 Bretzenheim
- FFV Fortuna Göcklingen
- SG VfR Kirn/SC Kirn-Sulzbach (Spielgemeinschaft aus dem VfR Kirn und dem SC Kirn-Sulzbach)
- 1. FFC Ludwigshafen
- TuS Heltersberg
- SG Ingelheim/Drais
- SV Kottweiler-Schwanden
- 1. FSV Mainz 05 II
- 1. FFC 08 Niederkirchen
- SV Obersülzen
- SC Siegelbach II
- TuS Wörrstadt

## Meister
Die folgenden Auflistungen enthalten nur die Meister seit der Saison 2005/06. Die Saisons 2019/20 und 2020/21 wurden aufgrund der COVID-19-Pandemie vorzeitig abgebrochen. 2020 wurde der Staffelsieger durch die Quotientenregelung ermittelt; 2021 wurde der Auf- und Abstieg ausgesetzt.

### Liste der Meister
- 2005/06: DSG Breitenthal
- 2006/07: DSG Breitenthal
- 2007/08: FV Dudenhofen
- 2008/09: SV Viktoria Herxheim
- 2009/10: DSG Breitenthal
- 2010/11: SV Göcklingen
- 2011/12: FC 1919 Marnheim
- 2012/13: TSV Schott Mainz
- 2013/14: FFV Fortuna Göcklingen
- 2014/15: SC Siegelbach
- 2015/16: FC Speyer 09
- 2016/17: FC 1919 Marnheim
- 2017/18: Wormatia Worms
- 2018/19: FFV Fortuna Göcklingen
- 2019/20: Wormatia Worms
- 2020/21: kein Staffelsieger
- 2021/22: SV Ober Olm
- 2022/23: SC Siegelbach
- 2023/24: Wormatia Worms
- 2024/25: 1. FSV Mainz 05 II

### Rekordsieger
| Platz | Verein                 | Titel | Jahre            |
| ----- | ---------------------- | ----- | ---------------- |
| 1.    | DSG Breitenthal        | 3     | 2006, 2007, 2010 |
| 1.    | Wormatia Worms         | 3     | 2018, 2020, 2024 |
| 3.    | FFV Fortuna Göcklingen | 2     | 2014, 2019       |
| 3.    | FC 1919 Marnheim       | 2     | 2012, 2017       |
| 3.    | SC Siegelbach          | 2     | 2015, 2023       |
| 6.    | FV Dudenhofen          | 1     | 2008             |
| 6.    | SV Göcklingen          | 1     | 2011             |
| 6.    | SV Viktoria Herxheim   | 1     | 2009             |
| 6.    | 1. FSV Mainz 05        | 1     | 2025 (a)         |
| 6.    | TSV Schott Mainz       | 1     | 2013             |
| 6.    | SV Ober Olm            | 1     | 2022             |
| 6.    | FC Speyer 09           | 1     | 2016             |